# ヴェセラ
ヴェセラ（ブルガリア語:Весела、ラテン文字転写:Vesela）、本名ヴェセラ・シデロヴァ・フリストヴァ（Весела Шидерова Христова、ラテン文字転写:Vesela Shiderova Hristova) はブルガリアのポップ・フォーク歌手。ハスコヴォ出身。

## 略歴
- 1999年にパイネルから初アルバムPalavo okoをリリース。同アルバムからのヒットは「Palavo oko」、「Kolelo」、「Uvo-uvolnenie」、「S ime na svetec」など。
- 2001年の2枚目のアルバムNa sedmoto nebeからのヒットは「300 noshti, 300 dni」、「Mozhe bi」
- 2003年の3枚目のアルバムZvezdna noshtからのヒットは「Ledeno sarce」、「Vinovna li sam」「Ljuboven pozhar」、「Dve sadbi」、「Zvezdna nosht」

## アルバム
- Palavo oko (1999)
- Na sedmoto nebe (2001)
- Zvezdna nosht (2003)

## トリビア
- イスラエル、ベルギー、オランダ、カナダ、ベルギー、トルコ、マケドニア共和国、スペイン、アメリカ合衆国などを訪れた。
- 「Blondinki」などでエクストラ・ニーナとの共演もある。
- 4月23日生まれ。
- 身長156センチメートル